# Teleclita cydista
Teleclita cydista är en fjärilsart som beskrevs av Turner 1903. Teleclita cydista ingår i släktet Teleclita och familjen tandspinnare. Inga underarter finns listade i Catalogue of Life.